# Předotice
Předotice (en allemand : Pschedotitz) est une commune du district de Písek, dans la région de Bohême-du-Sud, en République tchèque. Sa population s'élevait à 543 habitants en 2020.

## Géographie
Předotice se trouve à 11 km au nord-ouest de Písek, à 53 km au nord-ouest de České Budějovice et à 84 km au sud-sud-ouest de Prague.
La commune est limitée par Mirotice et Cerhonice au nord, par Čížová à l'est, par Drhovle au sud, et par Sedlice à l'ouest.

## Histoire
La première mention écrite de la localité date de 1323.

## Administration
La commune se compose de neuf quartiers :
- Kožlí
- Křešice
- Malčice
- Podolí II
- Předotice
- Šamonice
- Soběšice
- Třebkov
- Vadkovice

## Transports
Par la route, Předotice se trouve à 12 km de Písek, à 62 km de České Budějovice et à 128 km de Prague.